# Есютин, Владимир Сергеевич
Владимир Сергеевич Есютин (15 июля 1919 — 20 июля 1992) — советский учёный.

## Биография
Участник Великой Отечественной войны.
В 1948 году окончил Казахский горный институт.
В 1948—1950 годах работал технологом на Новосибирском металлургическом заводе. С февраля 1952 года работал в Институте металлургии и обогащения: младший научный сотрудник, затем старший научный сотрудник, заведующий лабораторией рафинирования цветных металлов (с 1973).

### Семья
- жена — Нина Андреевна Милютина.
- сын — Олег.

## Научная деятельность
Изучал закономерности процессов непрерывного рафинирования металлов в вакууме. Разработал и испытал непрерывные процессы вакуумного рафинирования олова, кадмия, свинца, таллия, селена, кальция, фторидов циркония; создал аппараты для осуществления этих процессов.
Промышленное внедрение непрерывных процессов вакуумного рафинирования олова, свинца и кадмия дало общий экономический эффект 4,2 миллиона рублей в год. По технологиям рафинирования олова и свинца получены 14 патентов.
В 1974—1980 годах на технологию и аппараты непрерывного рафинирования олова были реализованы лицензии и контракты в Мексику, Испанию, Австралию, Боливию и ГДР на сумму около $ 3 млн.
Подготовил четырёх кандидатов наук. Автор более 100 печатных работ, 22 авторских свидетельств на изобретения и 14 патентов.

### Избранные труды
- Активность таллия и сурьмы в свинцовых расплавах и распределение этих металлов между жидкой и паровой фазами при вакуумной дистилляции // Вакуумные процессы в цветной металлургии. — Алма-Ата: Наука, 1971.
- Активность таллия и сурьмы в свинцовых расплавах и распределение этих металлов между жидкой и паровой фазами при вакуумной дистилляции // Всесоюз. конф. по вакуумным процессам : Тез. докл. — Чимкент, 1969.
- Аппарат для непрерывного рафинирования кадмия // Тр. / ИМиО АН КазССР. — 1963. — Т. 8.
- Вакуумное обесцинкование свинца в вакуумной тарельчатой колонке // Бюллетень Центрального Института информации цветных металлов. — 1960. — № 16.
- Вакуумное рафинирование кадмия с повышенным содержанием примесей в установке непрерывного действия // Тр. / ИМиО АН КазССР. — 1967. — Т. 26.
- Вакуумное рафинирование металлов в колонке непрерывного действия // Тр. / ИМиО АН КазССР. — 1960.
- Давление паров свинца, таллия, сурьмы в системах свинец-талий и свинец-сурьма // Тр. / ИМиО АН КазССР. — 1968. — Т. 31.
- Дистилляция свинца и цинка из полиметаллических штейнов в вакууме // Тр. / ИМиО АН КазССР. — 1961. — Т. 4.
- К вопросу дисциляции летучих компонентов из чернового олова под вакуумом : Дис. … канд. наук. — 1956.
- К вопросу настылеобразования при дисцилляции селена // Тр. / ИМиО АН КазССР. — 1967. — Т. 26.
- К вопросу непрерывного вакуумного обесинкования свинца // Тр. / ИМиО АН КазССР. — 1963. — Т. 8.
- Непрерывное вакуумное обесцинкование свинца // Всесоюз. конф. по вакуумным процессам : Тез. докл. — Чимкент, 1969.
- Непрерывное вакуумное рафинирование селена с фракционной конденсацией пара // Цветные металлы. — 1964. — № 4.
- Непрерывное обесцинкование свинца в вакуумной колонке // Тр. / ИМиО АН КазССР. — 1967. — Т. 26.
- Непрерывное обесцинкование свинца в вакуумной установке // Тр. / ИМиО АН КазССР. — 1963. — Т. 8.
- О повышении эффективности вакуумного рафинирования селена // Цветные металлы. — 1970. — № 1.
- О применении вакуумных процессов в металлургии цветных металлов // Вестник АН КазССР. — 1958. — № 1.
- Определение давления пара кадмия и парциальных давлений паров кадмия, цинка и свинца над двойными сплавами // Тр. / ИМиО АН КазССР. — 1964. — Т. 9.
- Опытно-промышленные испытания вакуумного рафинирования селена в аппарате непрерывного действия // Тр. / ИМиО АН КазССР. — 1967. — Т. 26.
- Опытно-промышленные испытания рафинирования кадмия дисцилляцией в вакууме аппарате непрерывного действия // 2-я Всесоюз. конф. «Вак. процессы и конструк….» : Тез. — Тбилиси, 1972.
- Основы комплексного использования сырья цветной металлургии / Кунаев А. М., Кожахметов С. М., Есютин В. С. — Алма-Ата, Наука, 1982.
- Очистка свинца от примесей в вакуумном аппарате непрерывного действия // 2-я Всесоюз. конф. «Вак. процессы и конструк….» : Тез. — Тбилиси, 1972.
- Переработка полиметаллического сырья возгонкой в вакууме // Тр. / Всесоюз. совещание по комплексному использованию сырья. — М., 1964.
- Перспективы применения вакуумной пироселекции комплексного сырья и рафинирования цветных металлов // 2-я Всесоюз. конф. «Вак. процессы и конструк….» : Тез. — Тбилиси, 1972.
- Распределение металлов между жидкой и паровой фазами при дисцилляции кадмиевых сплавов // Тр. / ИМиО АН КазССР. — 1967. — Т. 26.
- Рафинирование кадмия в вакуумном аппарате непрерывного действия // Вакуумные процессы в цветной металлургии. — Алма-Ата: Наука, 1971.
- Рафинирование кадмия в вакуумном аппарате непрерывного действия // Всесоюз. конф. по вакуумным процессам : Тез. докл. — Чимкент, 1969.
- Рафинирование металлов в вакуумной тарельчатой колонке // Тр. / 3-й Всесоюз. совещание по применению вакуума в металлургии. — 1963.
- Рафинирование чёрного олова в вакуумной тарельчатой колонке непрерывного действия // Металлургическая и химическая промышленность Казахстана. — 1960. — № 3.
- Селекция полиметаллических концентратов под вакуумом // Тр. / ИМиО АН КазССР. — 1965. — Т. 13.

## Награды
- два ордена
- десять медалей
- медаль «За доблестный труд. В ознаменование 100-летия со дня рождения Владимира Ильича Ленина»
- Заслуженный изобретатель Казахской ССР — за разработку и внедрение новых технологий и аппаратов (Указ Президиума Верховного Совета Казахской ССР от 11.05.1976)
- медаль «За трудовое отличие» — за успешное выполнение научно-исследовательских работ и их практическую реализацию в Союзе и за рубежом (Указ Президиума Верховного Совета СССР от 13.05.1981)
- золотая медаль ВДНХ СССР — за разработку и внедрение вакуумного рафинирования чернового олова (Постановление Главного комитета ВДНХ СССР № 3504 от 21.06.1983)
- Государственная премия СССР — за разработку и внедрение высокоэффективного оборудования и технологии комплексной переработан оловосодержащего сырья (Постановление ЦК КПСС и Совета Министров СССР от 31.10.1985)